# ایوب خیل

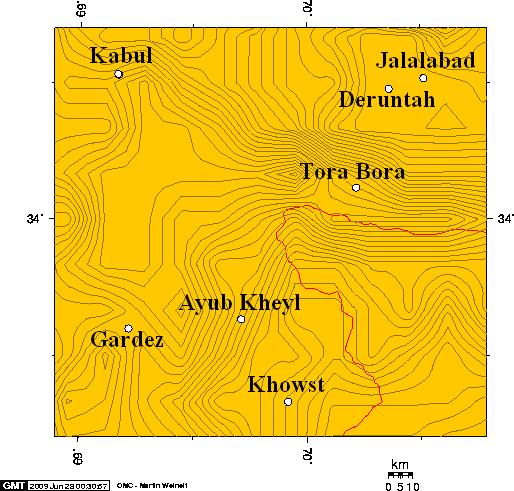
ایوب خیل و شهرهای شرقی افغانستان

ایوب خیل (آب خیل) یک منطقه مسکونی کوچک در ۷ مایلی شهر خوست کشور افغانستان است. این ناحیه در ۲۷ ژوئیه ۲۰۰۲ محل درگیری نظامیان آمریکایی همراه با شبه‌نظامیان افغان علیه ستیزه‌جویان در روستا بود. پس از جنگ، آمریکایی‌ها عمر خضر ۱۵ ساله زخمی را که به گفته آنها شهروند کانادا بود، اسیر کردند. وی از جوان‌ترین افراد بازداشت‌شده در بازداشتگاه گوانتانامو و آخرین شهروند غربی بود که در آنجا زندانی بود.
این روستا به دلیل ساکنان پشتون خود که محافظه‌کار بودند و با طالبان در ارتباط بودند در میان مردم افغانستان مشهور بود.